# Villa rustica (Szentendre-Skanzen)

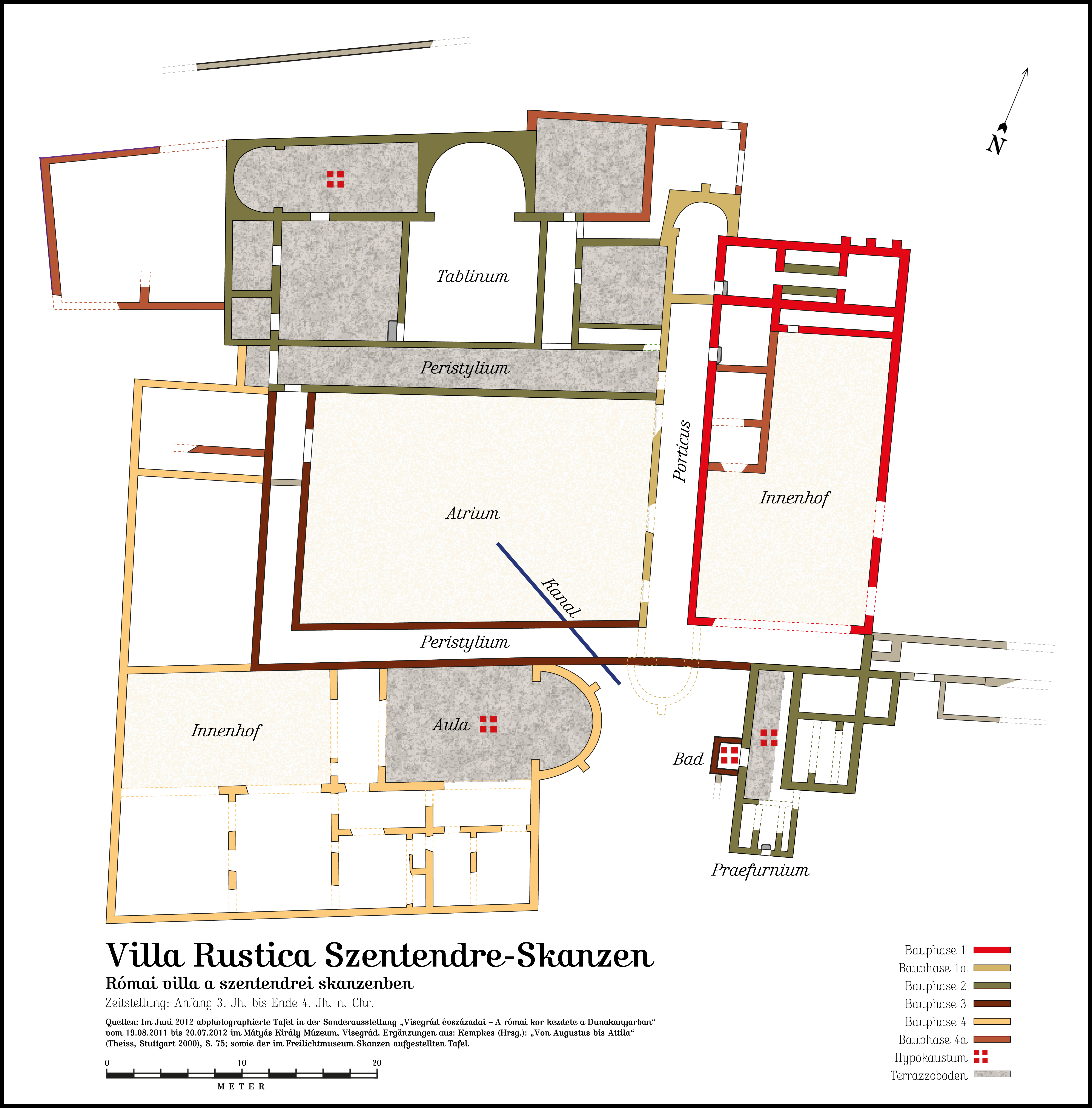
Grundriss der Villa Rustica mit den Grabungsergebnissen.

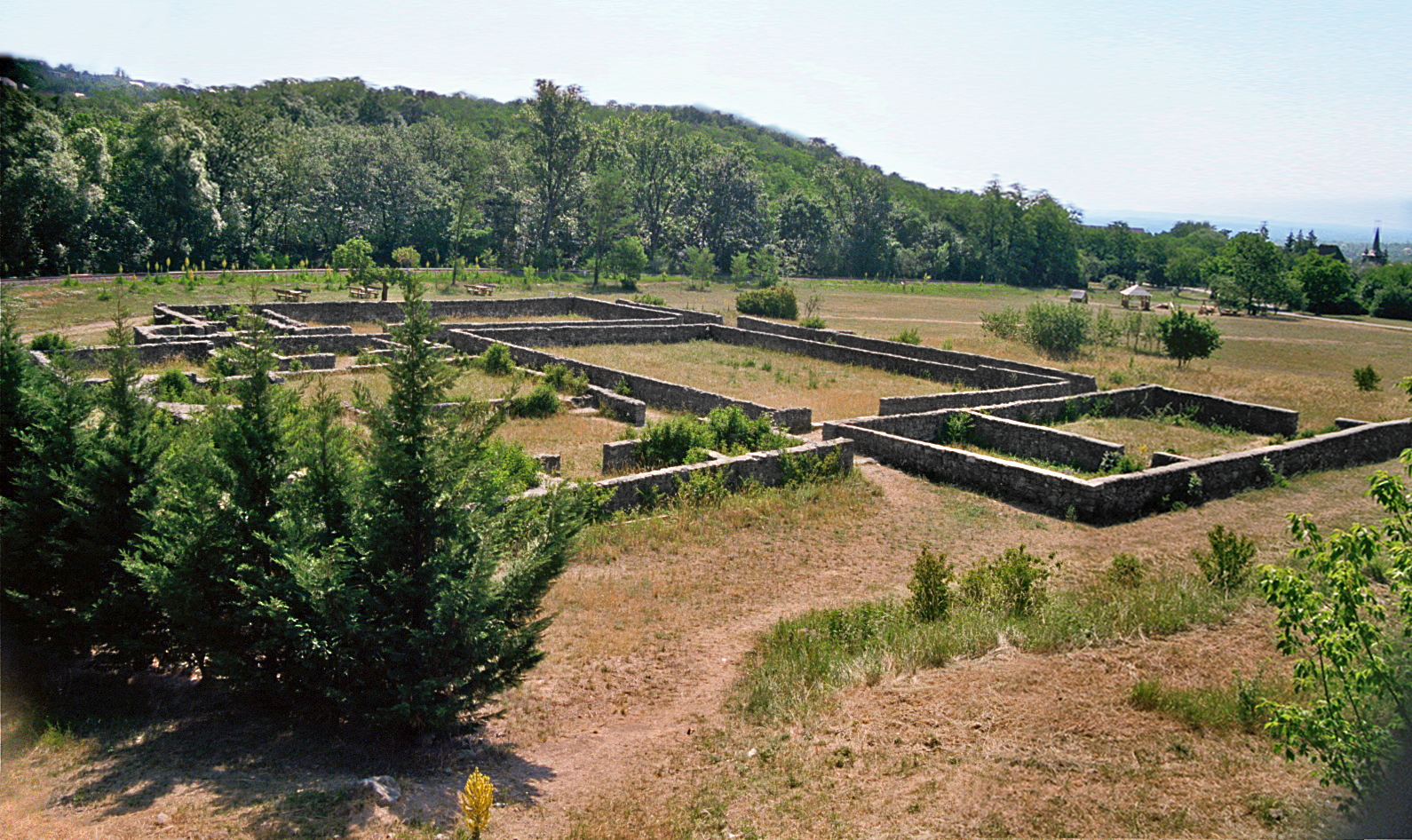
Übersicht von Nordwesten.

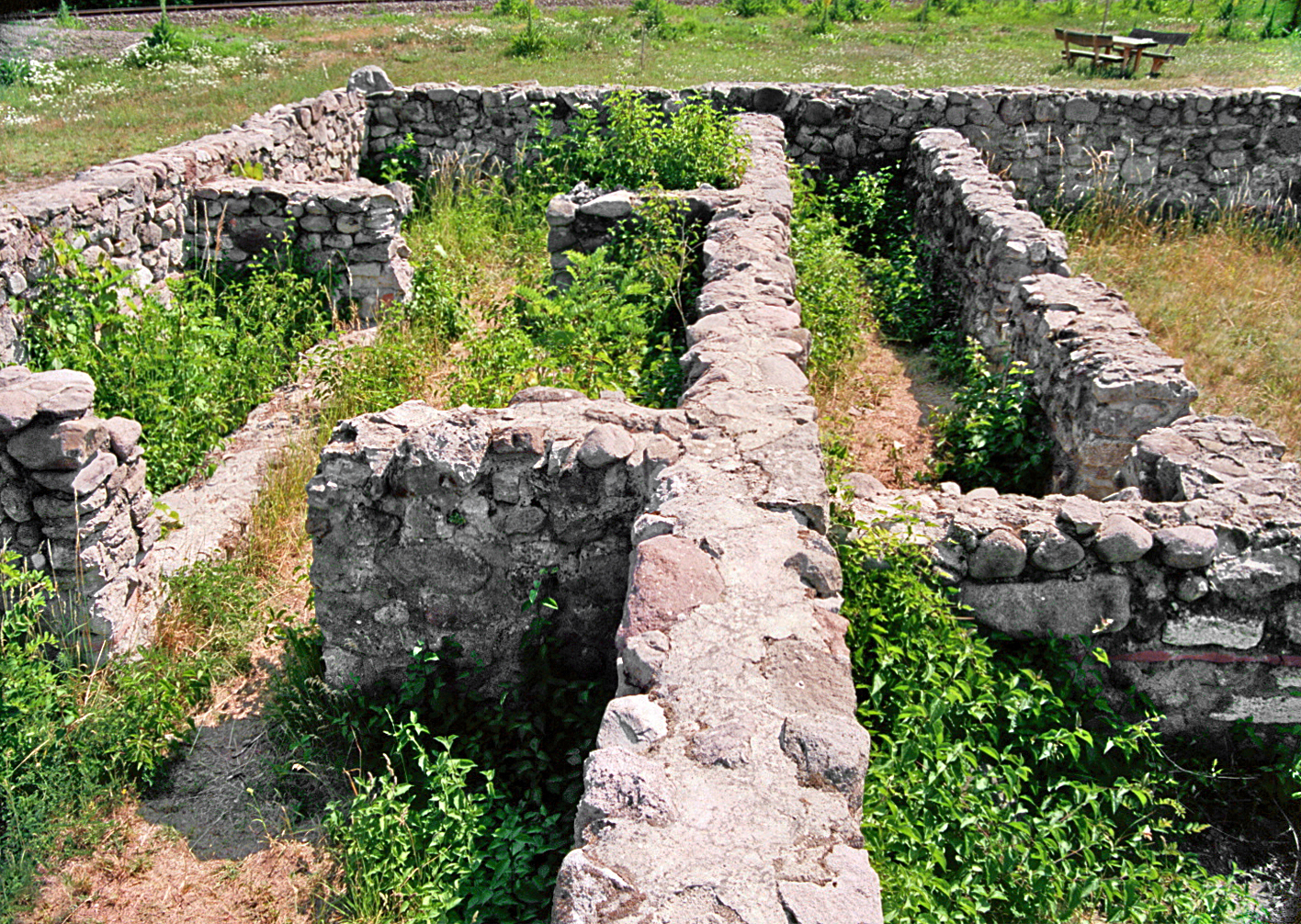
Blick von Westen in den Wohnbereich der ältesten Bauphase.

Die Villa rustica Szentendre-Skanzen ist mit ihrem 5200 Quadratmeter großen Herrenhaus eines der bedeutendsten archäologisch ergrabenen römischen Landgüter, die bisher auf dem Gebiet des ehemaligen Pannonien gefunden wurden. Die fast vollständig freigelegten und zugänglichen Fundamente des Hauptgebäudes der Villa rustica im ungarischen ethnographischen Freilichtmuseum Szabadtéri Néprajzi Múzeum (Skanzen) bei Szentendre liegen rund 4,5 Kilometer nordwestlich des römischen Kastells Szentendre am Oberlauf des Baches Öregviz auf 178 Höhenmetern, nahe der Szabadság-Quelle. 
In römischer Zeit führte eine das Pilisgebirge überquerende Straße an dem Landgut vorbei ins Donautal. Die Villa rustica wurde während einer Planung des damals im Entstehen begriffenen Museums entdeckt und im Zuge einer Rettungsgrabung unter der Leitung von Judit Topál (* 1943) zwischen 1973 und 1975 freigelegt. Bereits im Jahr 1955 war der Archäologe Sándor Soproni (1926–1995) davon ausgegangen, an dieser Stelle römische Bauten vorzufinden. Diese Meinung wurde durch nachfolgende Beobachtungen im Gelände verstärkt.
Mit einer Grundfläche von 67 × 78 Metern und 52 Räumen war der Herrensitz von Szentendre-Skanzen zur Zeit der Ausgrabung der größte seiner Art in Ungarn. 1981 wurde ein internationales Baulager ins Leben gerufen, um die bis dahin Wind und Wetter fast schutzlos ausgesetzten originalen Fundamente zu konservieren. Diese Maßnahme war bis 1984 abgeschlossen.

## Phase 1 und 1a
Zu Beginn des 3. Jahrhunderts wurde auf einem flachen Hügelrücken das rechteckige Hauptgebäude mit Wohn- und Arbeitsräumen im nördlichen Teil errichtet. Südlich schloss sich ein großer, von einer Umfassungsmauer begrenzter Innenhof an. Wenig später baute der Besitzer das bis dahin einfache Anwesen zu einer Portikus-Villa um. Dazu legte er vor die südliche Schmal- und die westliche Längsseite einen säulenbestandenen Umgang. Die lange Westportikus diente nun auch als Repräsentationsfront. An seinen beiden Enden im Norden und Süden wurde er von je einer halbrunden Apsis begrenzt.

## Phase 2 bis 4b

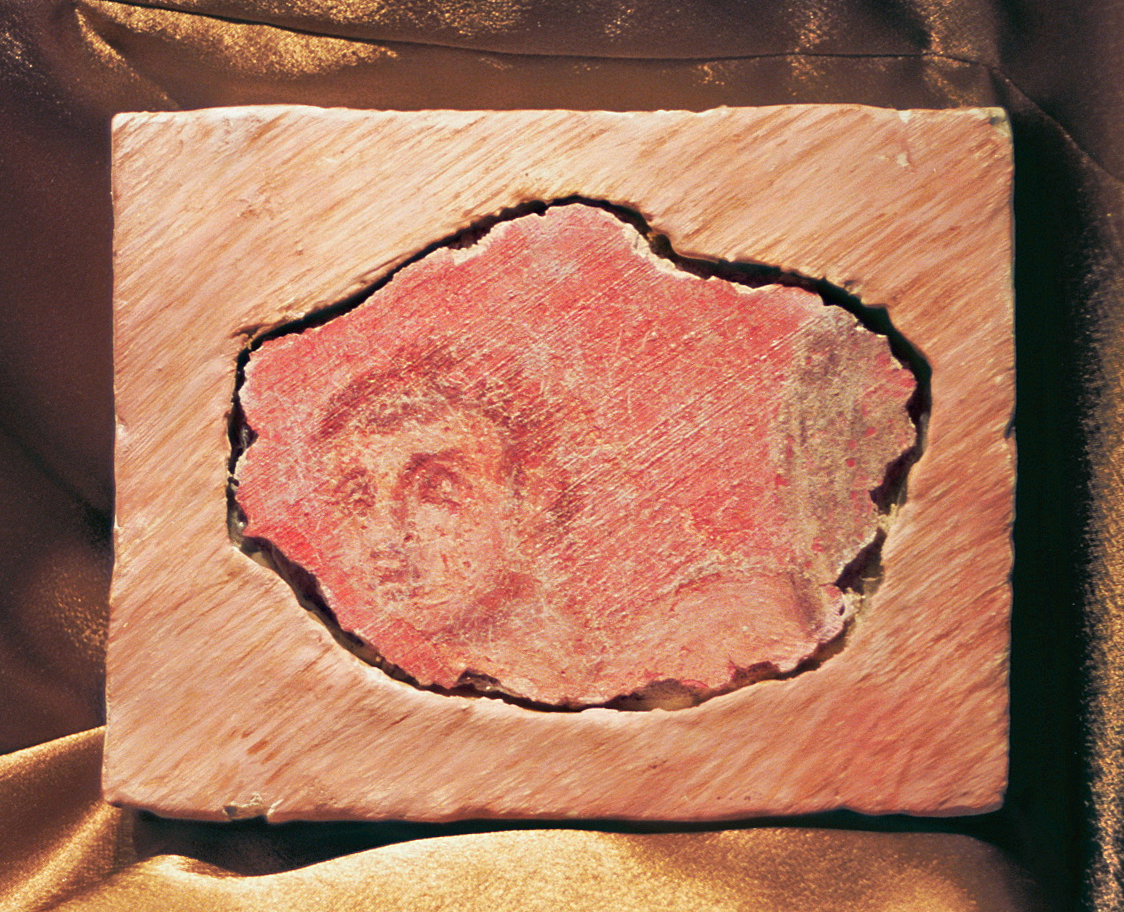
Freskenrest aus der Villa.

In zwei nachfolgenden Bauphasen wurde der Kernbau im Westen und Süden erweitert. Es entstanden mediterrane Hausstrukturen, wie sie insbesondere auch vom antiken städtischen Wohnbau bekannt geworden sind. Dazu zählte ein an die westliche Portikus anschließender 25 × 15 Meter großer, zentraler Innenhof (Atrium) mit Brunnen, der zur dritten Bauperiode gerechnet wird. Aufgrund zahlreicher Münzfunde lässt sich seine Errichtung in die Jahre zwischen 280 und 330 datieren. Dieser Innenhof wurde von einem Umgang (Peristylium) begrenzt, der als eine mit Fenstern ausgestattete Portikus errichtet wurde (Porticus fenestrata). Zwischen diesen Fenstern gliederten Halbsäulen im korinthischen Stil die Architektur. Nördlich des Innenhofs entstand ein repräsentativer Empfangsraum, das Tablinum. Dieser Raum besaß im Norden eine große halbrunde Apsis. Westlich schloss sich ein weiterer, nicht ganz so großer rechteckiger Raum an, der ebenfalls mit einer halbrunden Apsis ausgestattet war und zusätzlich den Komfort einer Fußboden- und Wandheizung bot. An der Südseite des Peristyls wurde mit der Aula ein weiterer Repräsentationsraum ergraben, dessen gleichfalls halbrunde Apsis von außen mit zwei Stützpfeilern verstärkt war. In einem freigelegten Treppenhaus waren noch die ersten drei in Stein gefertigten Stufen erhalten, der restliche, aus Holz gefertigte Teil, ist vergangen. Die wichtigsten Räume der Villa wurden mit Terrazzoböden ausgestattet. Bis zum Verlassen der Anlage um 380–390 n. Chr. wurden alle Räume kontinuierlich verwendet. Bemerkenswert ist, dass diese Villa rustica nicht niedergebrannt wurde, sondern im Laufe der Zeit aufgrund natürlicher Witterungs- und Erosionseinflüsse verfiel.

Schwellsteine
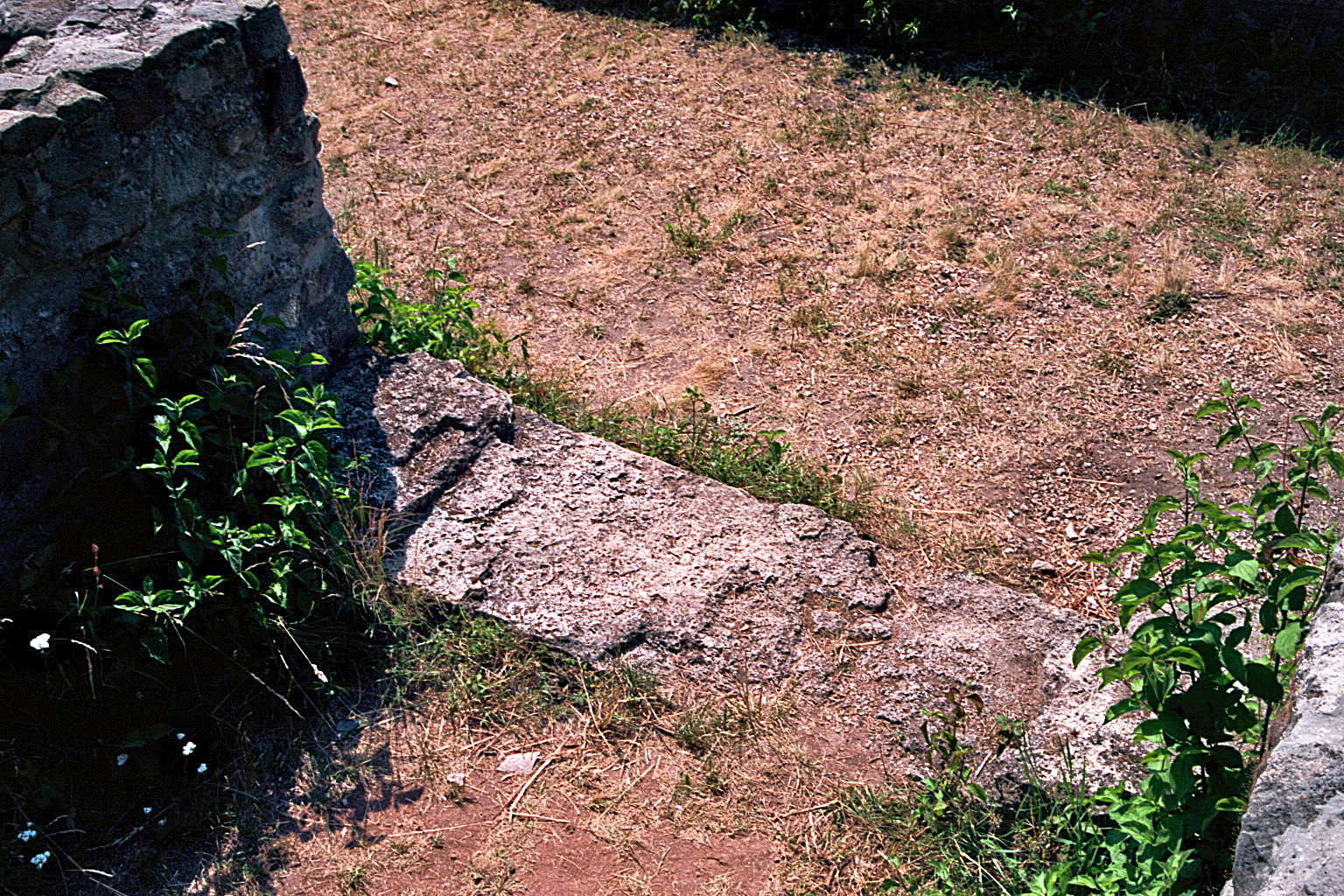
Schwellstein vom Peristyl zum ältesten Bautrakt.
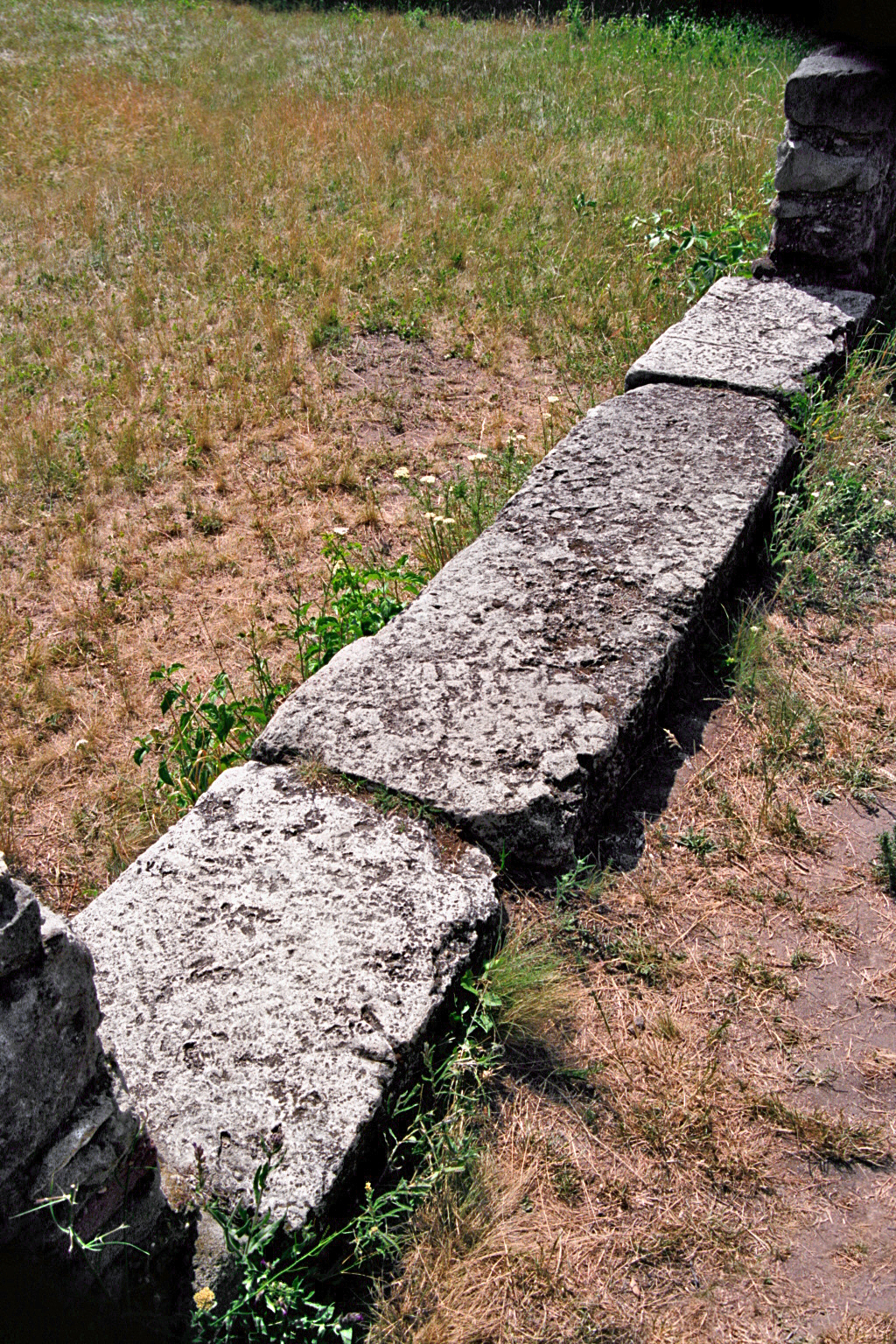
Schwellsteine am Zugang vom Peristyl zum Atrium.

## Funde

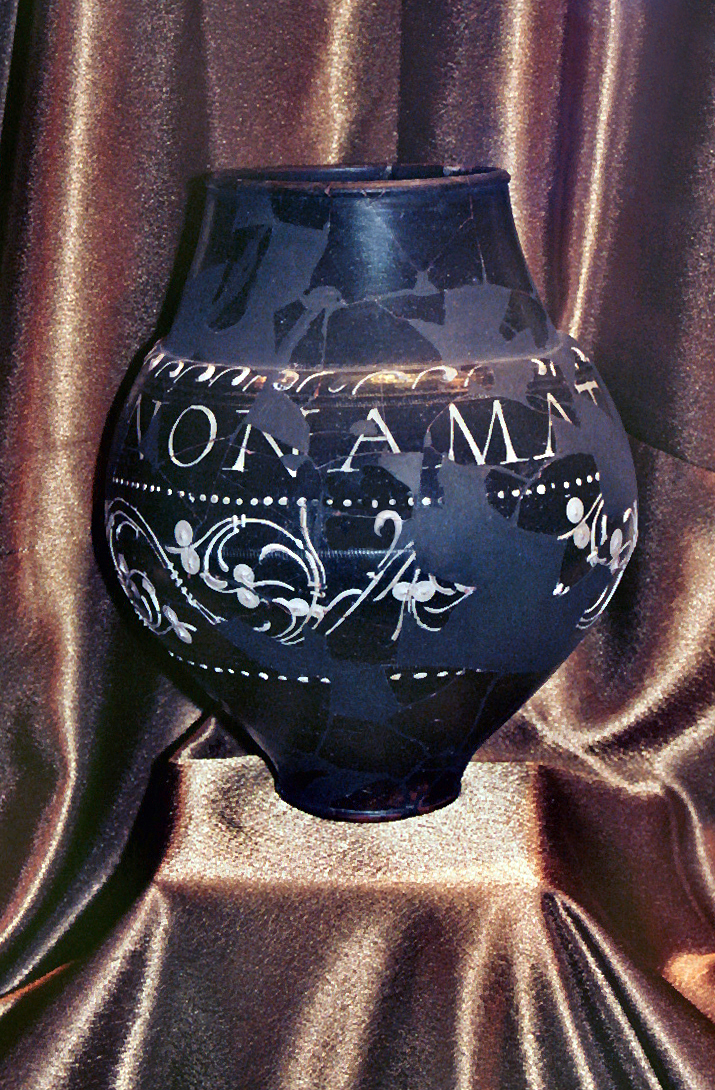
Das mit den Trierer Spruchbechern im Atrium geborgene, fast vier Liter fassende Mischgefäß.

Fast 1500 Fundstücke konnten während der Grabungen gesichert werden. Für die Archäologen war bemerkenswert, dass sich aus den aufgefundenen Glasfragmenten nur vier Gefäße zusammensetzen ließen. Im Vergleich zu den Befunden aus nicht allzu reich ausgestatteten pannonischen Gräbern fällt dieser geringe Anteil an Glasobjekten auf.
Zum weiteren Fundgut zählten unter anderem um 270 importierte Trierer Spruchbecher, die um 290 in der nördlichen Ecke des Atriums in den Boden kamen und offenbar zusammen ein Service gebildet haben. Zu diesem Service gehörten ein großes, fast vier Liter fassendes Mischgefäß mit einer beschädigten Inschrift und drei Trinkbecher. Von einem vierten oder gar fünften Becher blieben nur sehr kleine, unbestimmbare Reste erhalten.
In  der Südostecke des Atriums fand sich eine Vogelfigurine. Der Großteil von mit Getreide gefüllten Keramikgefäßen, die offensichtlich in hölzernen Truhen verwahrt worden waren, wurde unzerbrochen entdeckt. Das Trümmerfeld der Villa enthielt außerdem Freskenreste des 3./4. Jahrhunderts.
Im Zeitraum der Freilegung 1975 und mit der Konservierung 1984 wurden im zentralen Innenhof der Villa auf dem antiken Laufniveau Bruchstücke von Tonmodellen gefunden, die unterschiedliche römische Türme darstellten. Die Forscher gehen davon aus, dass es sich um Leuchtturmmodelle handelt, die einst auf dem Dach des gesamten Peristyls im Abstand von drei bis vier Metern standen. Aufgrund von Brandspuren wird davon ausgegangen, dass im Inneren dieser Türme ein Licht brennen konnte.